# Joan Rebull
Joan Rebull i Torroja (Reus, 26 de enero de 1899 - Barcelona, 27 de febrero de 1981) fue un escultor español, considerado por algunos como uno de los más importantes del siglo XX en Cataluña. Algunas de sus obras se encuentran expuestas en el MNAC y en el Museo Reina Sofía, así como en el Museo de Arte e Historia de Reus que recibió una donación en el año 1999, por parte de la viuda del artista, de 140 obras la mayoría de terracotas y yesos.
A partir de 1962 y durante tres años ejerció de profesor de escultura en la Escuela Superior de Bellas Artes de San Jorge de Barcelona. En el año 1981 le fue concedida la Medalla de Oro de la Generalidad de Cataluña.

## Biografía
Hijo de Pere Rebull i Serrés trabajador en una granja agrícola y de Elvira Torroja i Elias que colaboraba en la economía familiar tejiendo sillas de anea. Se inició en el mundo de la escultura en su ciudad natal en la que trabajó junto a Pau Figueres, escultor que poseía un taller de imaginería y donde aprendió la técnica del modelado junto con la de la talla en madera. Consiguió el primer premio en categoría provincial en 1910, con la obra La tentación de san Antonio a la edad de once años. En 1915 se trasladó a Barcelona donde estudió durante unos meses en la Escuela de Arte de la Llotja y trabajó en el taller del marmolista Bechini.

### Primeras exposiciones

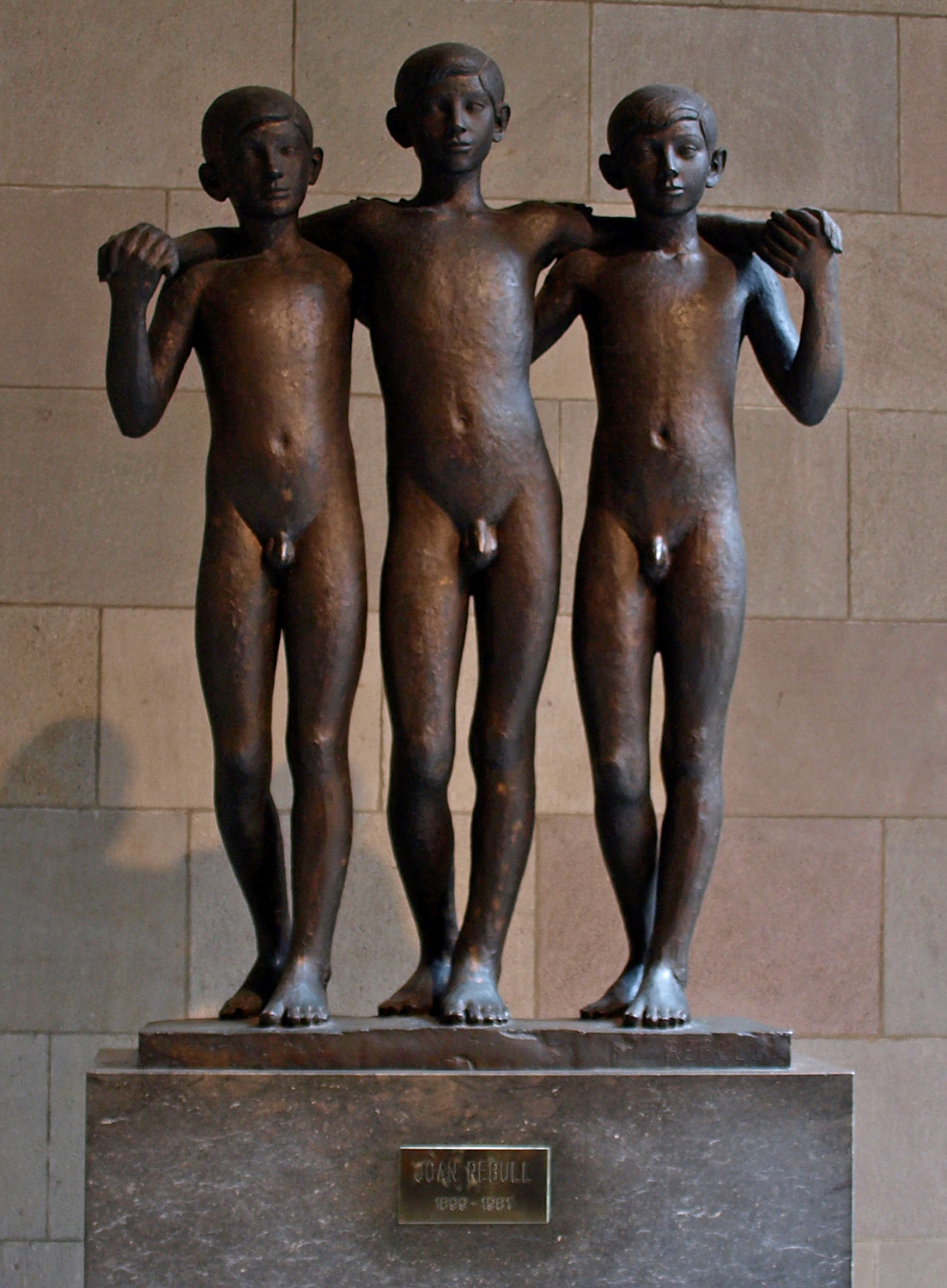
Al·legoria: Els tres gitanets en la Casa de la Ciudad de Barcelona.

Al año siguiente inauguró su primera exposición individual en el Centro de Lectura de Reus en la que presentó doce esculturas. Recibió una buena crítica en la revista La Veu del Camp, por parte del crítico César Ferrater, en la que escribe que aprecia en Rebull como «una revelación que destaca con gran valentía». El éxito obtenido hizo que el presidente del Centro le ayudase con una beca y le prometiese una nueva exposición, que se llevó a cabo en enero de 1917 y en la que expuso una serie de retratos de la vida cultural de Reus. Además de las críticas en publicaciones locales, recibe otra con fotografías incluidas en El Día Gráfico de Barcelona.

### Estancia en Barcelona

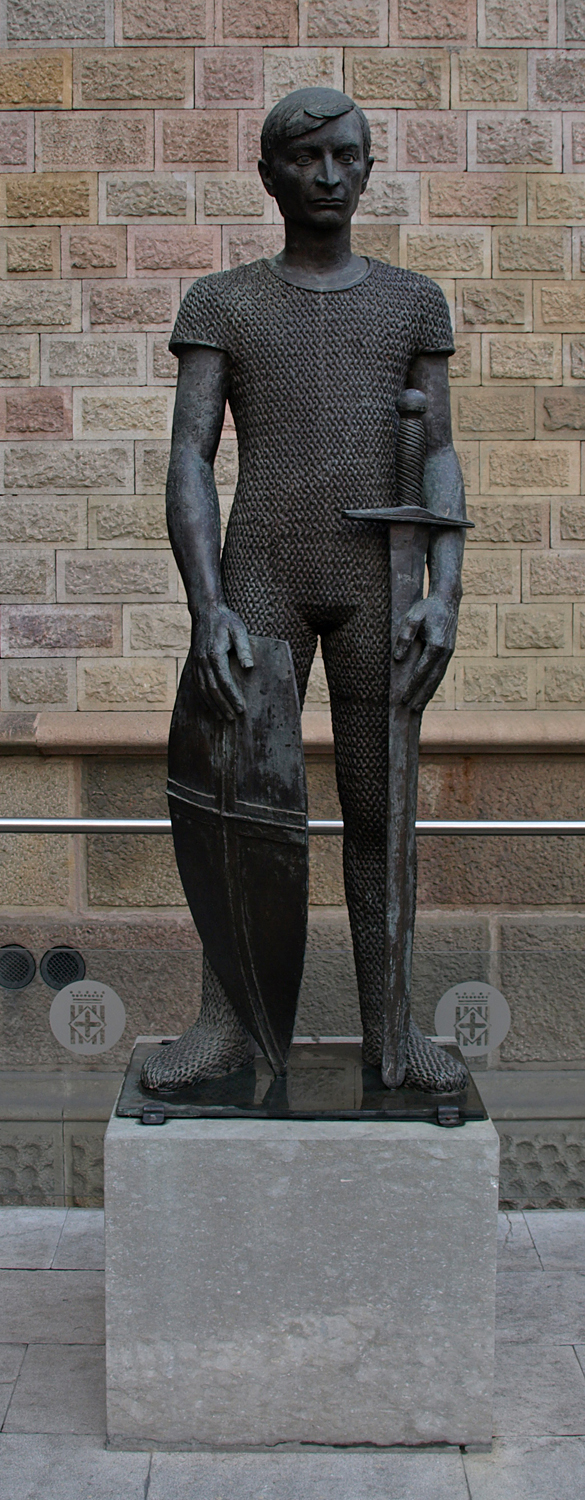
San Jorge frente la Diputación de Barcelona.

Gracias a la ayuda económica del banquero reusense Evarist Fàbregas pudo montar su propio taller en Barcelona en el distrito de Sarriá-San Gervasio. Junto con otros artistas como Josep Viladomat, Apel·les Fenosa o Josep Granyer, conocidos en el Círculo Artístico de Sant Lluc, fundó en 1917 el grupo conocido como Els Evolucionistes en la órbita del noucentisme catalán. Aunque muchas reuniones de este grupo se realizaban en su taller, no participó en las exposiciones con este grupo hasta el año 1923 en la Exposición de Primavera, donde fue premiado por su obra Nu de noi (Desnudo masculino).
Contrae matrimonio en 1925 con Anna Rodríguez i Torrents y en enero de 1926 expone por primera vez en Madrid en una exposición en el Salón de Arte Catalán del Círculo de Bellas Artes, organizada por el El Heraldo de Madrid. Entre 1926 y 1929 residió en Deuil-la-Barre donde nace su primer hijo. Esta población por su cercanía con París, le permite desplazarse y participar en tertulias artísticas en esta ciudad donde le es presentado Pablo Picasso por Pere Pruna. En el año 1928 participa en el Salón de los Artistas Independientes en el Gran Palacio de París. Durante esta época de París, junto con Francesc Domingo colabora con ilustraciones en tres números de la revista Méridiens fundada por André Cayatte y René Char y realiza nuevas experiencias en dibujos con carácter abstracto, algunos de los cuales los expone en la inauguración de «La Galería de Madrid» sala de arte de Madrid patrocinada por La Gaceta Literaria. El escritor alicantino Juan Chabás con motivo de esta exposición de Rebull, en una de las pocas galerías, de promoción privada en arte moderno, de este tipo que había en España la describía en este sentido: «Esta Galería, que con muy pocos objetos fuera una alegre tienda de Reyes Magos, y tal como es ya puede decirse bazar juvenil de nuevas chucherías, despacho de libros preciosos, botica acogedora de popular mercadería y salón de fiestas intelectuales, es en Madrid lugar aún insólito. Casas semejantes abundan en París y no faltan en Barcelona, donde abren sus salas a iguales nobles exhibiciones y a semejante comercio alto las Galerías Layetanas y las Dalmau y la Casa Parés...»
Después de la proclamación de la Segunda República española se presentó y fue elegido diputado por el Estat Català al Parlamento de Cataluña como representante de Esquerra Republicana de Catalunya. Ostentó los cargos de miembro de la Junta de Museos de Barcelona, Presidente del Salón de Montjuich en 1932 y nombrado académico de la Real Academia Catalana de Bellas Artes de San Jorge en 1933. Por encargo de la Generalidad de Cataluña realizó un viaje a Italia junto con el pintor Ignasi Mallol, para conocer los métodos de enseñanza artística que después pusieron en práctica, junto con la financiación del ayuntamiento de Tarragona y la Generalidad, en una escuela piloto que empezó a funcionar en 1935 con cuarenta alumnos. Se le conceden el Premio Nacional de Escultura por el Ministerio de Instrucción Pública y Sanidad de la República a la obra Cabeza de muchacha y el Premio Damià Campeny de escultura por la Generalidad de Cataluña a su obra Gitanilla.

### Exilio en Francia
Marchó al exilio a Francia al finalizar la Guerra Civil, exilio del que no regresó hasta 1949. En 1943 había fallecido su esposa con la que había tenido tres hijos, Jordi (1927), Elvira (1935) y Xavier (1938) y tres años después, en 1946, contrajo nuevo matrimonio con Conxa Farré i Garí con la que tuvo otros dos hijos, Cristina (1947) y Raimon (1954).
Durante esta larga estancia en París, realizó numerosas esculturas y retratos, pero uno de los encargos más interesantes fue el realizado para la Cámara Sindical de la Moda con destino para el Théatre de la Mode que se había de inaugurar en 1945. Consistía en la construcción de 170 cabezas y manos de maniquíes y unas figuras de centauros y sirenas destinado a un carrusel, los maniquíes fueron vestidos por los más importantes modistos de la moda para ser instalados en diversos escenarios que habían diseñado otros artistas como Jean Cocteau o Emilio Grau Sala, con colaboraciones del escenógrafo Christian Berard o el libretista Borís Kojnó. Este montaje fue presentado en Londres unos meses más tarde, donde tuvo una gran acogida y aportó a Rebull un nuevo encargo muy especial, las realización de unos motivos alegóricos sobre la historia de matrimonios reales junto con un retrato de la futura reina Isabel II, para la Cámara Oficial de Comercio con motivo de la boda de la princesa Isabel con Felipe de Edimburgo. Casi todas estas obras han desaparecido. Entre las conservadas se encuentra un escudo del Reino Unido en yeso y cemento policromado adquirido por Arpad Elfer para su residencia particular de Kensington y del busto de la entonces princesa Isabel solo hay un documento fotográfico.

### Retorno a Cataluña

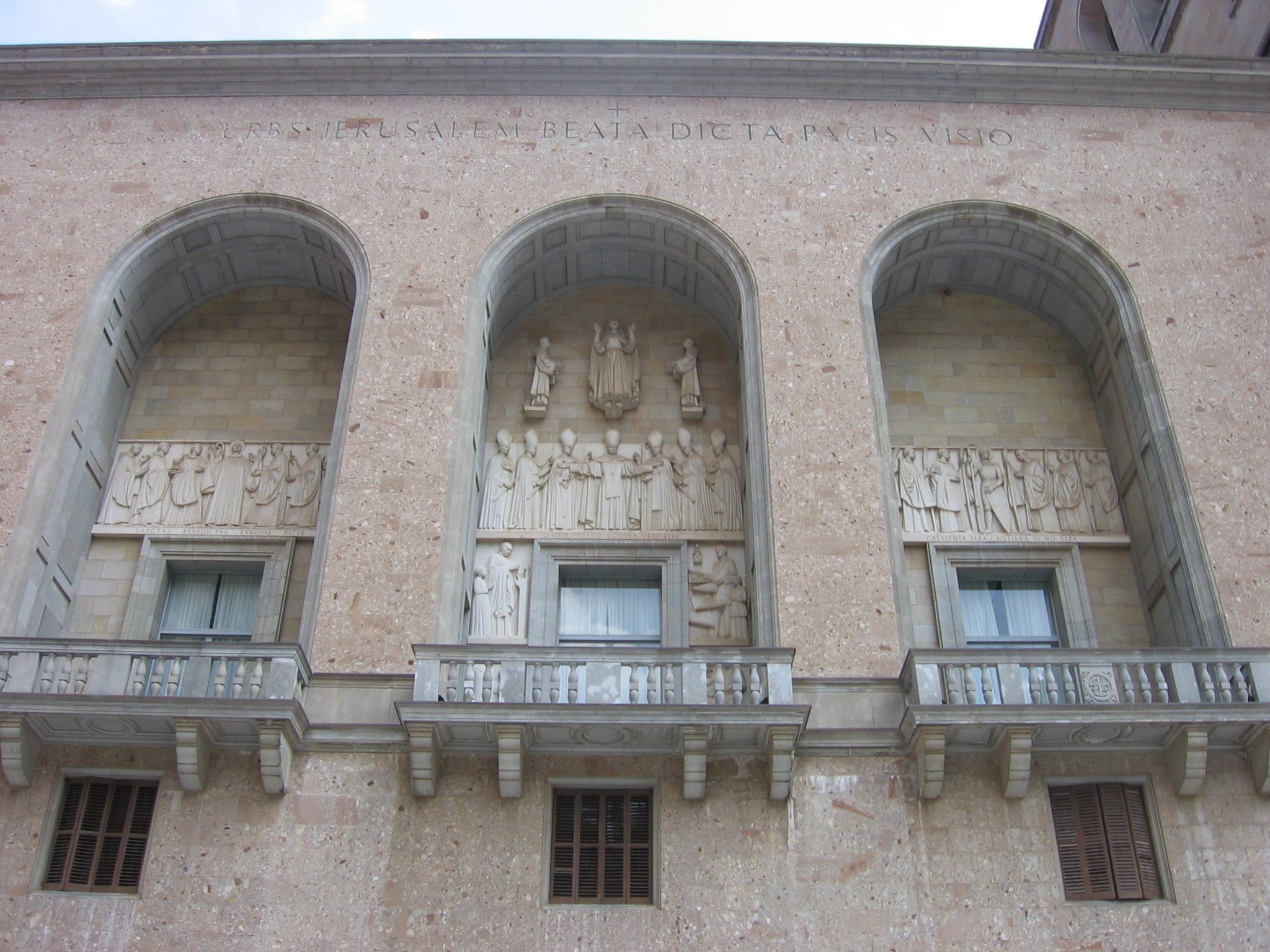
Relieves en la nueva fachada del monasterio de Montserrat.

De vuelta a Cataluña, Rebull realizó diversos monumentos para algunas ciudades catalanas así como trabajos para el Monasterio de Montserrat, cuyo primer encargo fue el sarcófago para el abad Marcet con su figura yacente y los relieves para la nueva fachada del monasterio —esta última obra fue acabada en el año 1960—, tuvo numerosos encargos por parte de iglesias que habían sufrido una gran pérdida de patrimonio debido a la guerra civil española. En 1950 el coleccionista de arte Lluís Plandiura adquiere la escultura Mujer acostada, prototipo iniciado en París y del que hizo diversas versiones. Sigue participando en diversos certámenes como en las Bienales Hispanoamericanas (1951 en Madrid y 1953 en La Habana), en la Bienal de Sao Paulo de 1954 donde presenta el retrato de su hija Cristina y la versión definitiva en bronce de La Pastorcilla, encargada por su ciudad natal en 1950.
Murió en Barcelona en 1981 y su cuerpo fue trasladado a Reus, donde está enterrado. Su tumba está presidida por una copia de su escultura Al·legoria: Els tres gitanets otra copia, también en bronce, puede verse en el Ayuntamiento de Barcelona. Esta escultura fue la escogida por el propio autor para colocar sobre su tumba, ya que tenía un especial significado. En este grupo se representó así mismo en el centro y se encuentra junto a otros dos muchachos enlazados por sus brazos por encima de los hombros, estos dos personajes eran amigos de su infancia, el de la izquierda el futuro geólogo y escritor Joaquim Santasusagna y a la derecha Aleix Saludes, los tres vivían en la misma calle, conocida como «de los gitanos», aunque ninguno de ellos pertenecieran a esa etnia.

## Obra
En su estancia de exilio en la capital francesa, y combinando sus encargos, Rebull se dedicó a realizar escultura propia de gran formato. En esta trayectoria hacia el mundo clásico, el artista creó tres tipologías para el desnudo femenino que fue realizando a lo largo del tiempo en diferentes versiones, materiales y tamaños.

### Desnudo acostado

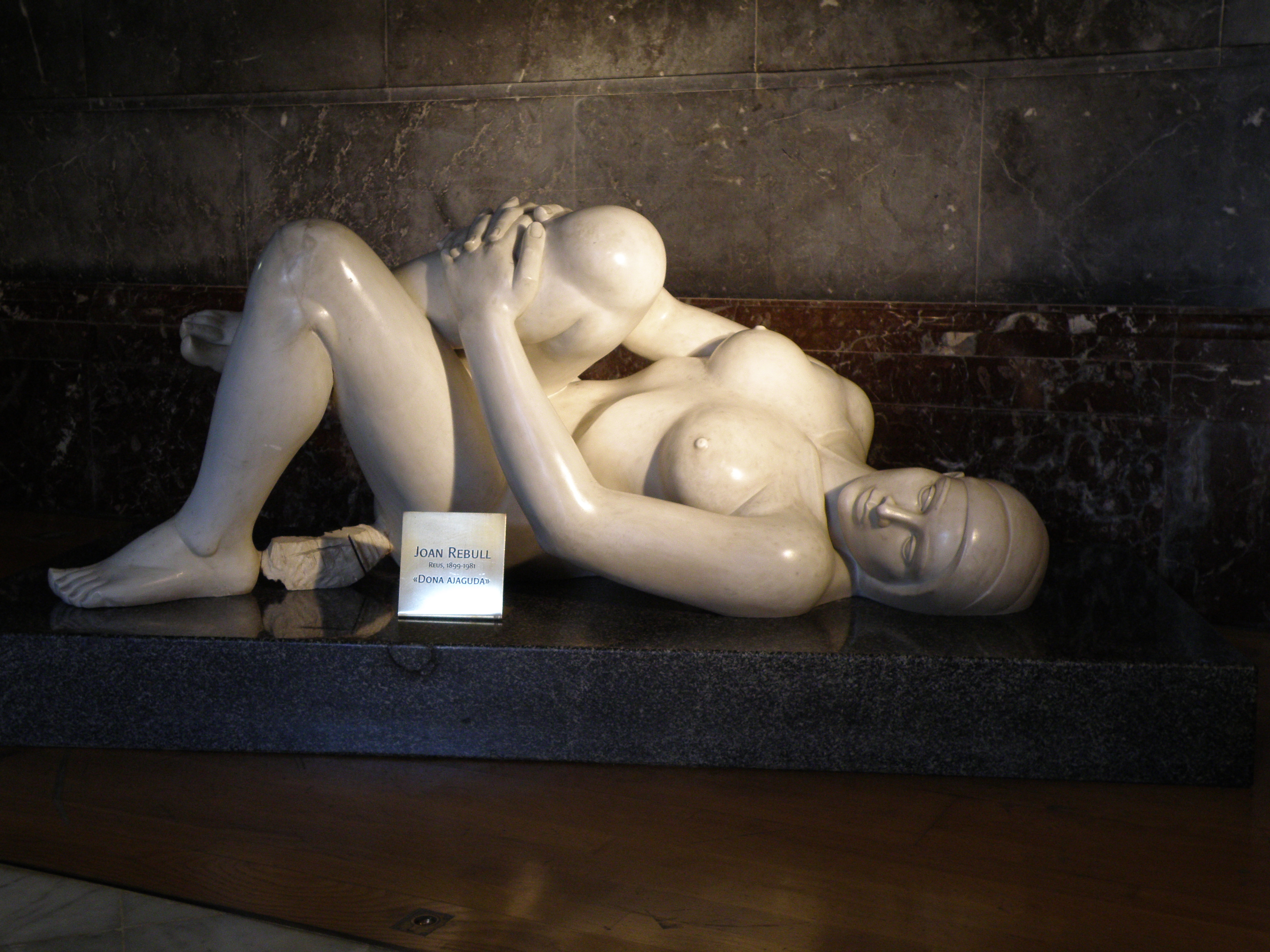
Desnudo acostado versión que se encuentra expuesto en el ayuntamiento de Reus.

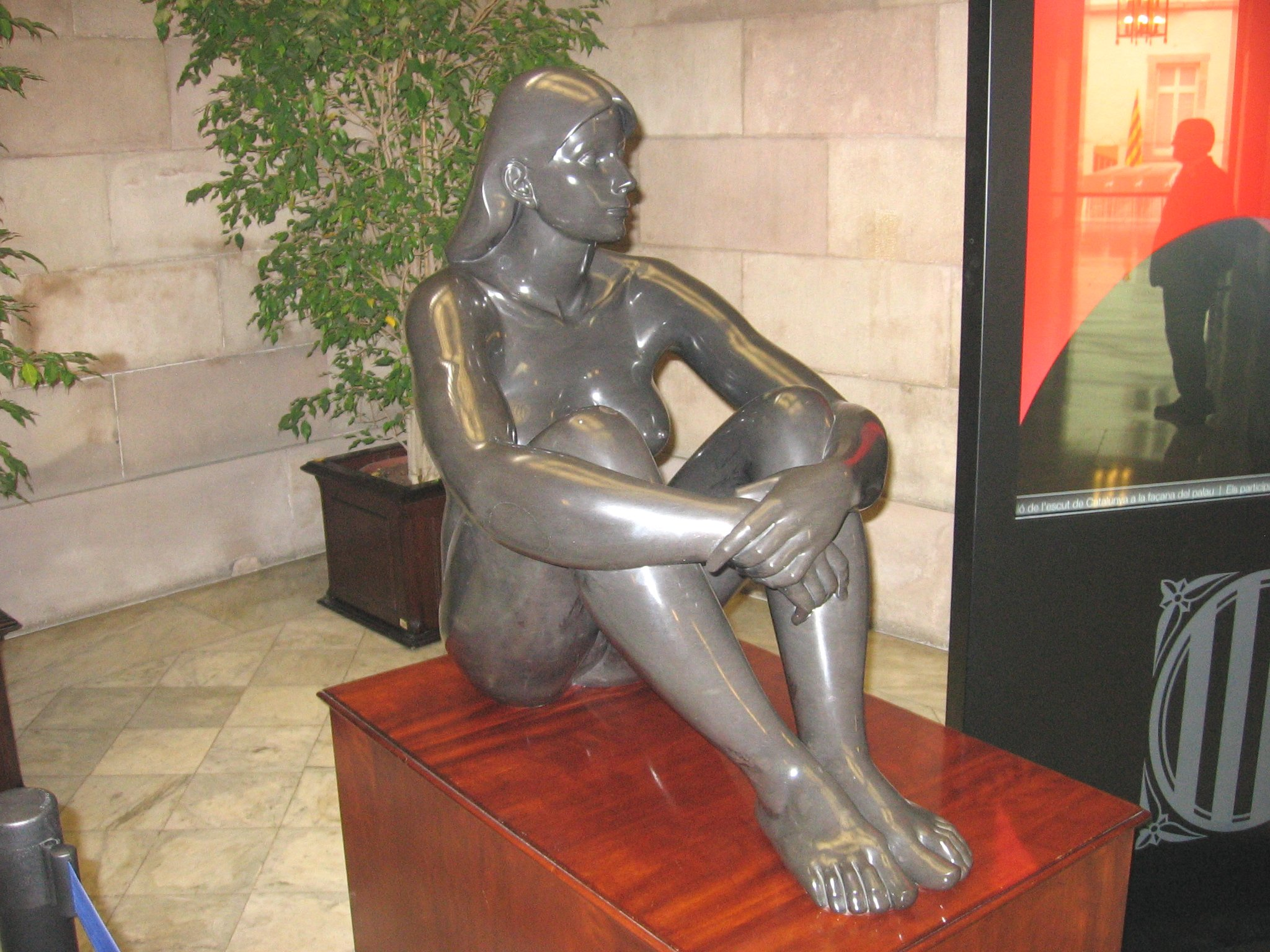
Una de las últimas versiones de Mujer sentada en el Palacio de la Generalidad de Cataluña.

Como había hecho anteriormente con el tema del Desnudo reclinado (terracota c. 1930), con influencia del escultor francés Henri Matisse, cuyas versiones varía en pequeños detalles, realizó dos de encargo en mármol blanco (cerca del metro en su medida longitudinal) una para el presidente Josep Tarradellas y otra para Tomàs Seix. Sigue con este mismo tema a la que ya denomina Desnudo acostado, donde cambia el espacio por el ritmo, el propio autor así definía la nueva interpretación de este tema: era la posición en la que se empleaba menos material, la escultura está colocada dentro de un rectángulo horizontal, la composición la consiguió con la torsión del cuerpo, la cabeza inclinada hacia un lado, pierna izquierda recogida mientras las manos se encuentran cruzadas sobre la pierna derecha a la vez que la sostienen en el punto más alto de dicho rectángulo.

### Desnudo de pie
En este tipo de desnudos de pie, es en el que más se aproxima a modelos clásicos greco-romanos, sin caer en un tratamiento amanerado, con gran maestría esquematiza ciertos elementos como el cabello y las que portan un ligero velo, su función es señalar la intemporaneidad, es la voluntad clásica que no atiende a los modelos estereotipados de la historia del arte, sino que pesan más los modelos de dinámica propios, como así lo subraya el historiador Corredor Matheos. Unas de las primeras realizadas en esta posición la denominó Diana (1943-1948), cuya figura la presentó inacabada al Salón de la Joven Escultura Francesa de París en 1943. Otro modelo con el mismo nombre en mármol blanco fue hecha en 1960. De la versión La Bien Plantada existen varios modelos, desde la primera del año 1960, que la realizó como representación del ideal del escritor Eugeni d'Ors, el cual en su Glosario de 1911, describió como creía que debía ser la belleza ideal femenina catalana:

Tiene «La Bien Plantada» un metro ochenta y cinco centímetros de altura. De los pies a la cintura, un metro veinticinco: sesenta centímetros de cintura a la cabeza [...] el pie no demasiado pequeño [...] los tobillos parecen un poco anchos [...] se adivinan las rodillas redondas, poderosas, perfectas [...]  los brazos son largos: gruesos al nacer la espalda...
Eugeni d'Ors, Obra catalana completa, Glosari (1906) Barcelona: Selecta 1950.

### Desnudo sentado
La primera conservada de Mujer sentada en mármol veteado y firmada, se data del año 1948-1950, después aparecen toda una serie entre los años 1950 a 1960, como los anteriores modelos también fueron realizadas en diferentes tamaños y materiales variando la posición de las manos recogiendo una pierna o las dos y con los pies más o menos cruzados. Hasta con las esculturas de apariencia más joven que presentan los pies simplemente juntos y con el cabello suelto, con aspecto que se aparta de la escultura clásica, como se pueden apreciar en las versiones de los años 1970 hasta la de 1981 última de esta serie. Una de estas versiones fue donada al Museo Provincial de Albacete, según parece, gracias a una entrevista que tuvo con su amigo Benjamín Palencia al cual le había dedicado dicho museo dos salas.

### Retratos

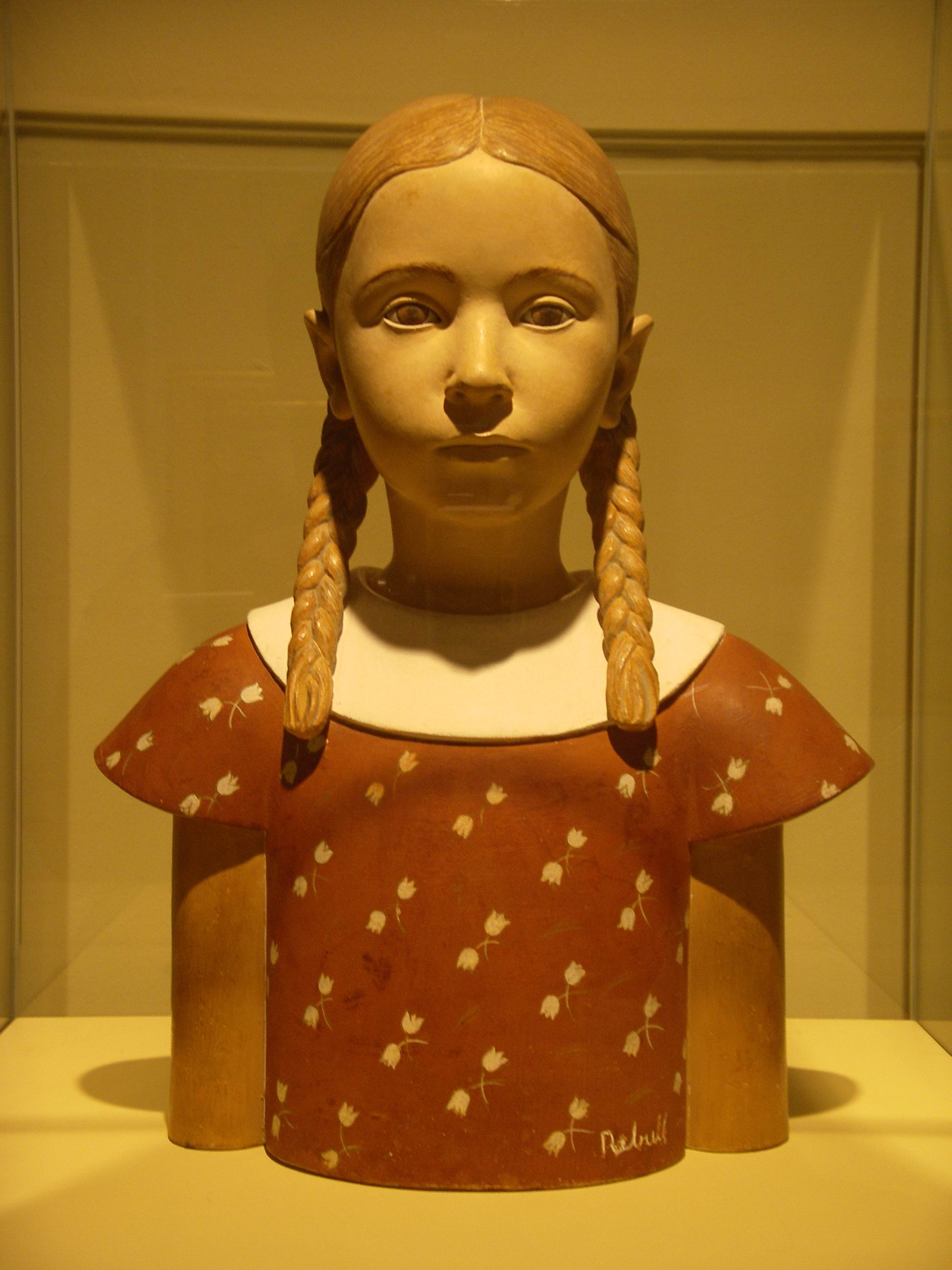
María Rosa (1935-1948) Museo de Montserrat.

Desde sus primeras obras tuvo Rebull una particular inclinación hacia el retrato, uno de los primeros fue el Retrato de Pere Cavallé que formó parte de su primera exposición en el Centro de Lectura de Reus, este busto fue realizado con aspectos arcaicos como lo demuestra el perfil con el que enmarca los ojos. En su siguiente exposición pocos meses después presentó una gran producción de retratos de personajes de su ciudad y actores que habían actuado en el Teatro Bartrina de la ciudad, entre ellos los de Elvira Fremont, Joan Santacana o Joaquim Viñas. En la revista Las Circunstancias se escribió: «Todas las almas que rebullen en ansias de regeneración espiritual desfilan entre los bustos de este joven extraordinario que se llama Joan Rebull».
En su primer viaje a Londres, seguramente es cuando más se introdujo en la escultura egipcia visitando sus museos, así se ve sobre todo en sus retratos infantiles a los que en muchos de ellos los policroma y pinta los ojos, como en Cabeza de muchacho (1932) otro retrato sorprendente es el realizado en piedra policromada con el nombre María Rosa (1935) a la hija del pintor Joan Seix i Miralta, el hieratismo y serenidad mezclados con el peinado de las trenzas y el estampado del vestido causan un contraste entre lo clásico y lo moderno, la mezcla de diversas culturas logradas con gran naturalidad. Retrato con los ojos pintados es el realizado en 1951 a su esposa Conxa que prolonga con su característica las resonancias antiguas y un retrato «vivo», sin caer en el amaneramiento clásico, esta escultura participó junto con otras diecisiete en la I Bienal Hispanoamericana de Arte celebrada en Madrid en 1951, donde se le concedió el Gram Premio de la Bienal en la sección de Escultura, los comentarios críticos fueron muy favorables:

Cabezas, bustos y torsos con el alma retenida en la materia y un cuerpo -observación que nos interesa subrayar- que es de hoy y de los días ancianos de Ur o de Tell-el-Amarna, pero que por encima de todo tienen un sentido de universalidad sin límites en el espacio y el tiempo.
Alberto del Castillo «La escultura en la Bienal» Diario de Barcelona, Barcelona, 18 de noviembre de 1951.

### Monumentos

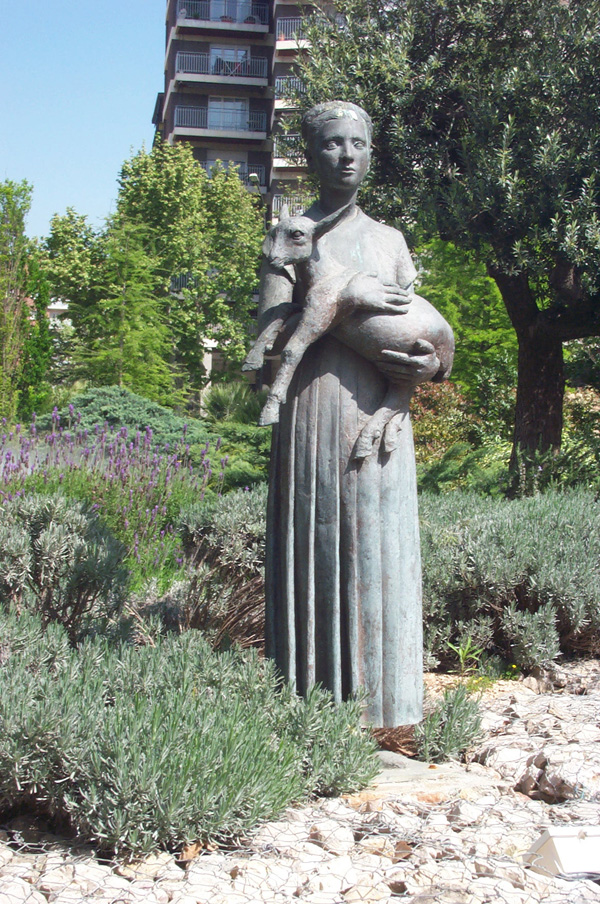
La pastorcilla en Reus.

En las últimas décadas de su vida Rebull recibió encargos de escultura de gran formato o monumental, en 1951 efectuó  La pastorcilla inaugurada en 1954 para la ciudad de Reus representa a Isabel Besora, pastora que tuvo la aparición de la Virgen de Misericordia, fue la primera escultura de cuerpo entero que realizó con elementos arcaicos sobre todo en su vestido que remite al griego Auriga de Delfos. Doce años después realizó la escultura La Pubilla un tema representativo y simbólico que está colocado en la fachada de la sede central de la Caixa de Pensiones en Reus, existe una serie en medida menor realizada en bronce, la mayoría de ellas en colecciones particulares. Aún para su ciudad natal realizó una de sus obras monumentales más importante la Fuente del Triptolemo en la que representó a los personajes Triptolemo, Deméter y Perséfone, el símbolo de Reus y su comarca está patente tal como lo describió el propio artista:

Me basé en la idea de la rosa que figura en el escudo de Reus y así las cinco plataformas representan los cinco pétalos de esta rosa de Reus, y con el arquitecto Llimona resolvimos la forma y los cálculos de resistencia, dándole una forma espiral para obtener una cortina de agua que crea una unión rítmica de todo el grupo escultórico.[...] la iluminación es parte integrante de la idea y con el bronce de las estatuas, el baño de cobre de las plataformas y el juego de las aguas, que a la luz forma una cortina dorada, se inspira el todo de mi obra.
Alberto Durán, La Vanguardia «Una monumental fuente embellece la ciudad de Reus». Barcelona, 15 de diciembre de 1964.

Para el paseo Marítimo de la ciudad de Blanes se le encargó el monumento homenaje al escritor Joaquim Ruyra (1958) con ocasión del centenario de su nacimiento, lo representó como el fraile capuchino «san Sadurní de Croïlles» protagonista de su obra Les coses benignes, la intención del escultor fue expresar la gran unión que existe entre la literatura de Ruyra y el espíritu franciscano. La obra tiene dos metros de altura más otros tres de la peana constituida por un monolito de piedra. Para esta obra contó con la colaboración del arquitecto Francesc Folguera. Este mismo arquitecto proyectó un edificio para la industrial textil catalana Tecla Sala, entre las calles Caspe y Pau Claris de Barcelona, conocido como Casal de Sant Jordi. Folguera encargó a Rebull una escultura del santo para colocarla en la parte alta del edificio. La imagen se realizó entre 1930 y 1932 y su esposa Anna posó como modelo lo que dio como resultado una expresión de la cara e incluso del cuerpo bastante femenino. La prensa publicó por parte del poeta Josep Palau i Fabre unas palabras irónicas puestas en boca del santo: «Me han quitado el caballo, me han quitado el dragón, me han quitado la lanza y me han colocado aquí arriba». En la fachada de este edificio sobre el friso de entrada de las dos puertas laterales se encuentran dos relieves en mármol representando a Ceres y a Mercurio. De esculturas sobre San Jorge realizó el escultores varias versiones, para diferentes iglesias (parroquia de Sant Jordi (Vallcarca), de Calonge y la de La Ametlla) y diversos sitios públicos, como el encargo para la Diputación de Barcelona en la sede de la misma de la Rambla de Cataluña en Barcelona y la del Parque de Sant Jordi en Reus.

### Imágenes religiosas

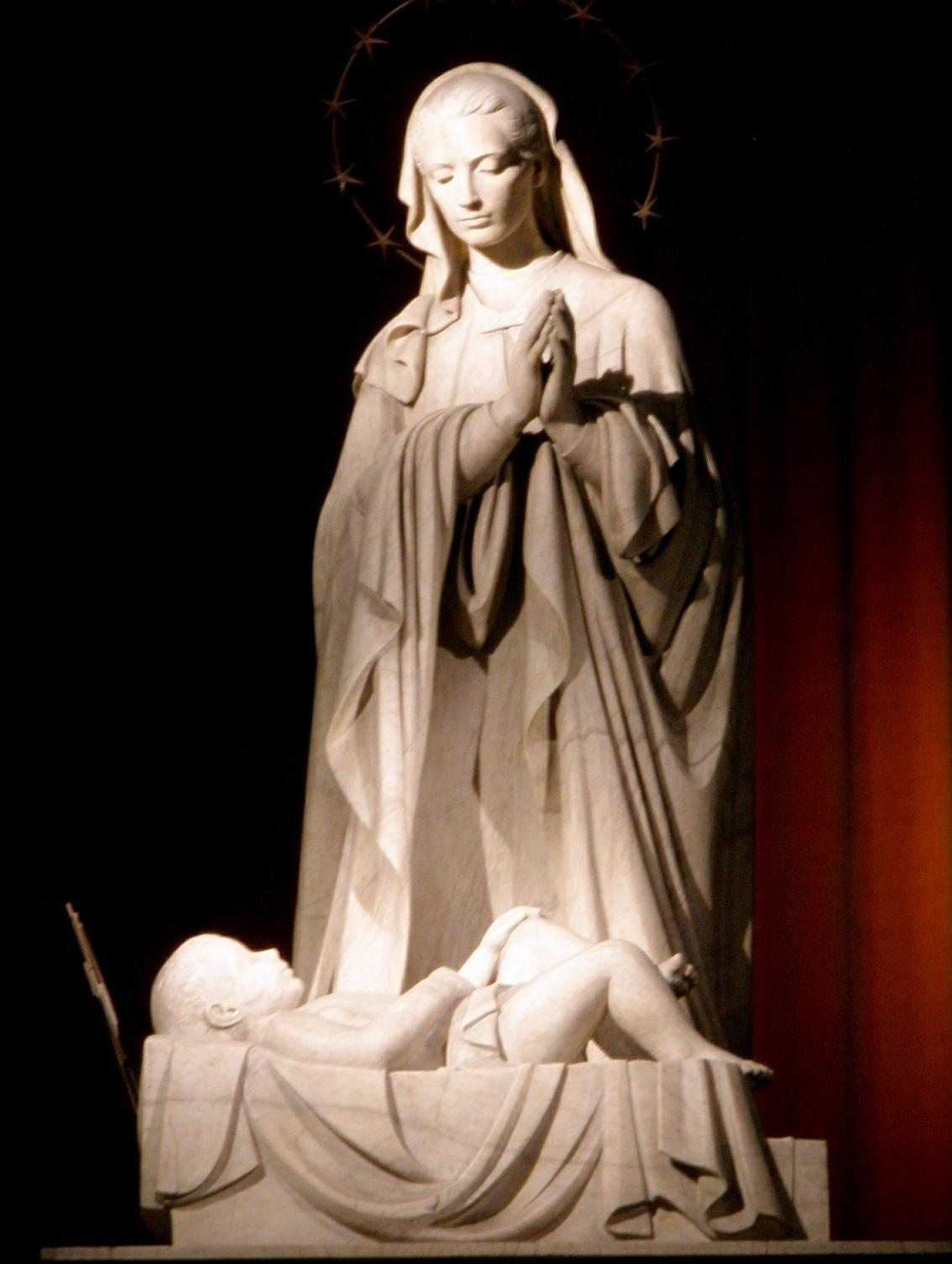
Natividad se encuentra en el altar mayor de la iglesia de Belén de Barcelona.

La creación de estatuaria religiosa, fue debida en su totalidad a encargos recibidos después de la guerra civil española. Se adaptó a las interpretaciones habituales pero siempre dejando la huella particular de su modelo de escultura, en las figuras femeninas presenta una idealización en los rostros y sus actitudes, pero siempre se advierte un realismo por la copia de la modelo (casi siempre su esposa). Unas de las primeras representaciones fueron las tallas en madera policromadas de San Joaquín y Santa Ana para el santuario de Misericordia de Reus.
Para la reconstrucción del monasterio de Montserrat también fue llamado, junto con otros artistas, para la realización de diversos trabajos, el sarcófago del abad Marcet con la figura yacente y tres bajorrelieves alrededor de la tumba que representan el sacrificio de Isaac, el Buen Pastor y Daniel con los leones; en otro san Benito bendiciendo el cáliz, san Benito rezando y san Plácido salvado de las aguas por petición de san Benito, finalmente la aparición de la Virgen al abad Marcet. Para la fachada realizó los grandes relieves de la portada nueva el relieve lateral izquierdo, de cinco metros de ancho, con la historia del Tránsito de san Benito; para el lateral derecho, también del mismo tamaño, San Jorge y los mártires donde están representados san Jorge rodeado de los santos mártires de la guerra civil que murieron en la Macizo de Montserrat y el panel central de cinco metros de ancho por once de alto, hay relives resiguiendo la puerta central del balcón sobre la entrada, y el friso superior con las imágenes del papa Pío XII, el abad Escarré con cardenales y sacerdotes, sobre ellos hay las imágenes corpóreas de la Virgen María en el dogma de la Asunción.
Elaboró dos pasos para la Semana Santa de Reus, en 1950 el Ecce Homo con las figuras de Cristo y Poncio Pilatos y en 1957 la Negación de san Pedro cuyo conjunto está formado por seis imágenes con la representación de dos escenas el interrogatorio de Jesús por Caifás y la negación de san Pedro separados por una simple estructura arquitectónica.
Se encuentran imágenes de culto en diversas iglesias Barcelona, entre otras las «Inmaculadas» para la congregación Mariana de los Jesuitas y la del presbiterio de la iglesia de los Hogares Mundet o la Natividad de alabastro para el altar mayor de la iglesia de Belén. Imagen titular para la parroquia de Nuestra Señora del Carmen de Manresa, El padre Mañanet junto una Virgen María tallados en piedra, para la capilla del colegio de san Raimon de Penyafort de Villafranca del Panadés.